# Consiglio nazionale slovacco (1943-1992)
Il Consiglio nazionale slovacco (in slovacco Slovenská národná rada) è stata un'assemblea le cui funzioni e attribuzioni sono mutate negli anni dal 1943 al 1º ottobre 1992, quando è stato soppresso per dare vita al Consiglio nazionale della Repubblica Slovacca.

## Storia
Il 25 dicembre 1943 fu siglato il Patto di Natale fra rappresentanti del Partito Comunista Slovacchia, del Partito Democratico, del Partito Socialdemocratico, in cui fu previsto fu costituito il Consiglio nazionale slovacco, organismo clandestino, che intendeva essere la suprema assemblea legislativa, rappresentativa della Slovacchia, in contrapposizione con gli organismi della Prima repubblica slovacca. A questo organo rispondeva l'Insurrezione nazionale slovacca, attraverso un Comando militare. Il 1º settembre 1944 il Consiglio nazionale slovacco istituì il Consiglio dei commissari (Zbor povereníkov), con potere esecutivo. Inizialmente il Consiglio dei commissari, aveva sede a Banská Bystrica, centro principale dell'insurrezione, e in seguito alla liberazione da parte dell'Armata rossa ebbe sede a Košice dal 7 febbraio al 18 settembre 1945.
Dal 1945 al 1960 rimase in funzione, come supremo organo legislativo con poteri praticamente molto limitati a favore dell'Assemblea nazionale cecoslovacca. Fra i suoi compiti rimaneva quello di votare il Consiglio dei commissari (Zbor povereníkov), con funzioni esecutive, sebbene il primo Consiglio dei commissari del Dopoguerra (che prese il nome di VI Consiglio dei commissari per continuità con il Consiglio dei commissari del periodo bellico) fu in realtà composto da un pari numero di rappresentanti del Partito democratico e del Partito comunista.
Il primo Consiglio nazionale slovacco a essere eletto fu quello del 1946. Alle elezioni politiche concorsero quattro partiti: il Partito democratico, che ottenne in Slovacchia il 62% dei consensi, il Partito Comunista, che riportò il 30% dei suffragi, il Partito della Libertà e il Partito del Lavoro, entrambi con meno dell'1% dei consensi. Le elezioni erano state indette per l'Assemblea nazionale cecoslovacca, ma i risultati furono considerati validi anche per la formazione del Consiglio nazionale slovacco. Infatti la presidenza del Consiglio nazionale slovacco andò al democratico Jozef Lettrich, ma la presidenza del Consiglio dei commissari, che sarebbe dovuta spettare a un democratico, restò invece nelle mani del comunista Gustáv Husák.
Anche nel maggio del 1948 le elezioni furono indette per l'Assemblea nazionale cecoslovacca, ma il Consiglio nazionale slovacco fu formato sulla base della stessa elezione. Tuttavia dopo il colpo di stato del febbraio del 1948 l'unico partito ammesso era il Fronte nazionale ceco-slovacco, comunista.
Le prime elezioni per il Consiglio nazionale slovacco si svolsero nel 1954.
L'11 luglio 1960 il Consiglio dei commissari fu sciolto dalla nuova Costituzione della Repubblica Socialista Cecoslovacca. Anche se le sue attribuzioni nominalmente ritornarono al Consiglio nazionale slovacco, di fatto la soppressione dell'organo esecutivo segnò un ridimensionamento del ruolo del Consiglio nazionale slovacco, sempre più subordinato al centralismo cecoslovacco.
Nel 1969 la Repubblica Socialista Cecoslovacca divenne una federazione tra la Repubblica Socialista Slovacca e la Repubblica Socialista Ceca. Come conseguenza il Consiglio nazionale slovacco ebbe più ampie prerogative, sebbene nell'epoca della Normalizzazione gli effettivi margini di manovra del parlamento slovacco fossero ancora una volta subordinati alla politica federale. Anche formalmente fu prorogato il mandato della legislatura eletta nel 1964 e nuove elezioni si ebbero solo nel 1971. In questo periodo il Consiglio nazionale slovacco era composto da 150 deputati, numero poi mantenuto nel Consiglio nazionale della Repubblica Slovacca.
Dopo la Rivoluzione di velluto nel 1989 e la trasformazione della Repubblica Socialista Slovacca nella Repubblica Slovacca, soggetto federale nell'ambito della Cecoslovacchia, il Consiglio nazionale slovacco fu rinnovato con le elezioni del giugno del 1990, in cui i comunisti furono il quarto partito con il 13% dei consensi. Nelle elezioni del giugno 1992 i comunisti non riuscirono a conquistare seggi in parlamento e il Partito Popolare - Movimento per una Slovacchia Democratica di Vladimír Mečiar ottenne 74 seggi.
Il 1º settembre 1992 fu votata la Costituzione della Slovacchia indipendente, che entrò in vigore il 1º ottobre dello stesso anno: secondo la Costituzione il Consiglio nazionale slovacco, per rimanendo in funzione, prese il nome di Consiglio nazionale della Repubblica Slovacca.

## Presidenti
- Jozef Lettrich (11 aprile 1945 – 14 settembre 1945)
- Karol Šmidke e Jozef Lettrich (14 settembre 1945 – 26 febbraio 1948)
- Karol Šmidke (facente funzioni) (26 febbraio 1948 – 12 marzo 1948)
- Karol Šmidke (12 marzo 1948 – 14 luglio 1950)
- František Kubač (14 luglio 1950 – 15 giugno 1958)
- Ľudovít Benada (23 giugno 1958 – 14 luglio 1960)
- Rudolf Strechaj (14 luglio 1960 – 28 luglio 1962)
- Jozef Lenárt (31 ottobre 1962 – 20 marzo 1963)
- Michal Chudík (23 marzo 1963 – 14 marzo 1968)[5]
- Ondrej Klokoč (facente funzioni) (1º marzo 1968 – 27 giugno 1968)
- Ondrej Klokoč (27 giugno 1968 – 16 marzo 1975)
- Viliam Šalgovič (26 marzo 1975 – 30 novembre 1989)
- Rudolf Schuster (30 novembre 1989 – 26 giugno 1990)
- František Mikloško (26 giugno 1990 – 23 giugno 1992)
- Ivan Gašparovič (23 giugno 1992 – 1º ottobre 1992)[6]